# Три-Лейкс (Флорида)
Три-Лейкс (англ. Three Lakes) — статистически обособленная местность, расположенная в округе Майами-Дейд (штат Флорида, США) с населением в 6955 человек по статистическим данным переписи 2000 года.

## География
По данным Бюро переписи населения США статистически обособленная местность Три-Лейкс имеет общую площадь в 9,84 квадратных километров, из которых 8,55 кв. километров занимает земля и 1,29 кв. километров — вода. Площадь водных ресурсов округа составляет 13,11 % от всей его площади.
Статистически обособленная местность Три-Лейкс расположена на высоте 2 м над уровнем моря.

## Демография
По данным переписи населения 2000 года в Три-Лейкс проживало 6955 человек, 1889 семей, насчитывалось 2463 домашних хозяйств и 2627 жилых домов. Средняя плотность населения составляла около 706,81 человек на один квадратный километр. Расовый состав населённого пункта распределился следующим образом: 72,49 % белых, 15,64 % — чёрных или афроамериканцев, 0,12 % — коренных американцев, 3,87 % — азиатов, 0,01 % — выходцев с тихоокеанских островов, 3,77 % — представителей смешанных рас, 4,10 % — других народностей. Испаноговорящие составили 47,76 % от всех жителей статистически обособленной местности.
Из 2463 домашних хозяйств в 44,8 % воспитывали детей в возрасте до 18 лет, 56,4 % представляли собой совместно проживающие супружеские пары, в 15,8 % семей женщины проживали без мужей, 23,3 % не имели семей. 16,9 % от общего числа семей на момент переписи жили самостоятельно, при этом 2,1 % составили одинокие пожилые люди в возрасте 65 лет и старше. Средний размер домашнего хозяйства составил 2,82 человек, а средний размер семьи — 3,19 человек.
Население статистически обособленной местности по возрастному диапазону по данным переписи 2000 года распределилось следующим образом: 28,3 % — жители младше 18 лет, 9,4 % — между 18 и 24 годами, 40,8 % — от 25 до 44 лет, 16,1 % — от 45 до 64 лет и 5,4 % — в возрасте 65 лет и старше. Средний возраст жителей составил 31 год. На каждые 100 женщин в Три-Лейкс приходилось 90,4 мужчин, при этом на каждые сто женщин 18 лет и старше приходилось 85,5 мужчин также старше 18 лет.
Средний доход на одно домашнее хозяйство статистически обособленной местности составил 54 830 долларов США, а средний доход на одну семью — 58 424 доллара. При этом мужчины имели средний доход в 37 194 доллара США в год против 30 481 доллар среднегодового дохода у женщин. Доход на душу населения статистически обособленной местности составил 54 830 долларов в год. 6,7 % от всего числа семей в населённом пункте и 8,0 % от всей численности населения находилось на момент переписи населения за чертой бедности, при этом 8,0 % из них были моложе 18 лет и 13,8 % — в возрасте 65 лет и старше.